# Trifelsgruppe

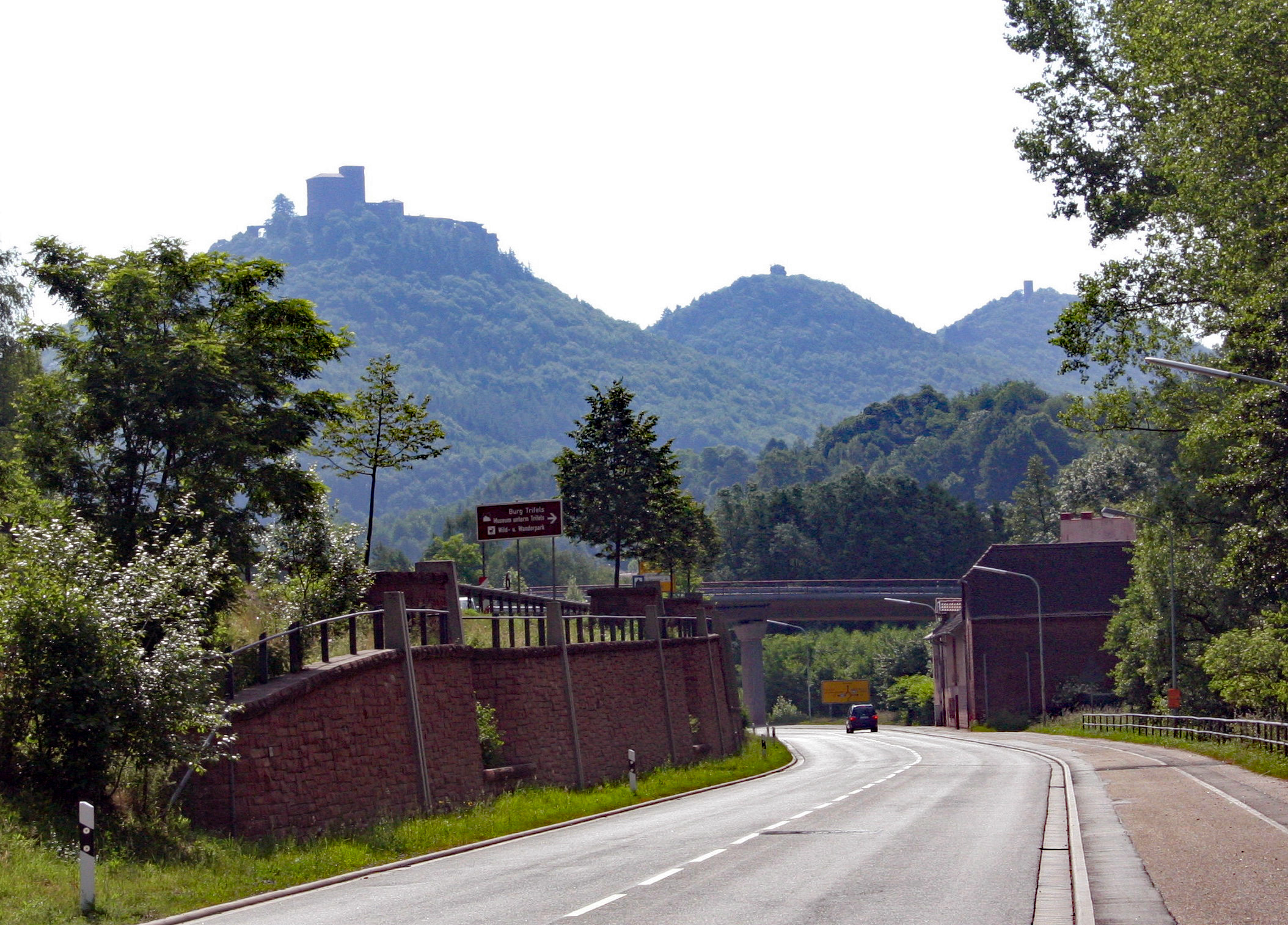
Aus Nordwesten von der B 10: Trifelsgruppe mit den Burgen Trifels, Anebos und Scharfenberg (von links)

Die Trifelsgruppe bei der Stadt Annweiler am Trifels in Rheinland-Pfalz besteht aus drei mittelalterlichen Felsenburgen, nämlich der (nicht originalgetreu) teilrestaurierten Reichsburg Trifels sowie den Ruinen von Burg Anebos und Burg Scharfenberg (auch Münz genannt). Sie sind auf drei Bergkuppen in einer Linie hintereinander von Nordwest nach Südost aufgereiht und gelten als Wahrzeichen von Annweiler. Dazu kommen noch die nicht belegbaren Burgstellen Münzfels und Fensterfels.

## Geographie
Die Burgengruppe steht im Wasgau, der den Südteil des Pfälzerwalds umfasst, auf dem 479 m hohen Sonnenberg und dem sich nach Südosten anschließenden Scharfenberg, der zwei Kuppen von 463 bzw. 485 m besitzt.
Der Sonnenberg erhebt sich auf der Waldgemarkung von Annweiler südlich der Stadt, der zweigipflige Scharfenberg auf derjenigen der Ortsgemeinde Leinsweiler. Deren Wohngebiet liegt nicht in Sichtweite der Burgen, sondern außerhalb des Pfälzerwalds vor dessen östlichem Rand. Die drei Burgen haben jeweils knapp 500 m Abstand voneinander (Luftlinie).

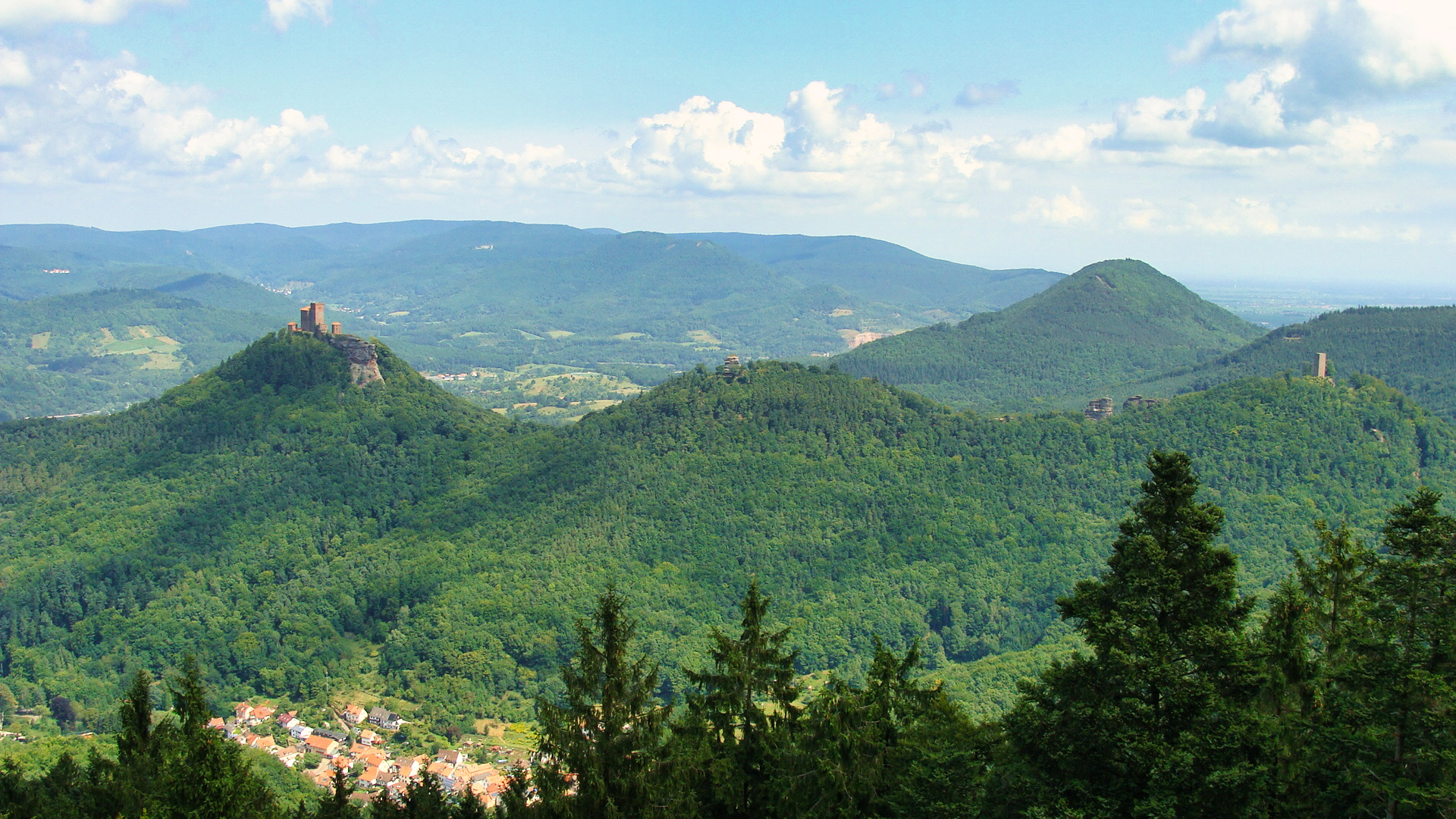
Trifelsgruppe aus Südwesten
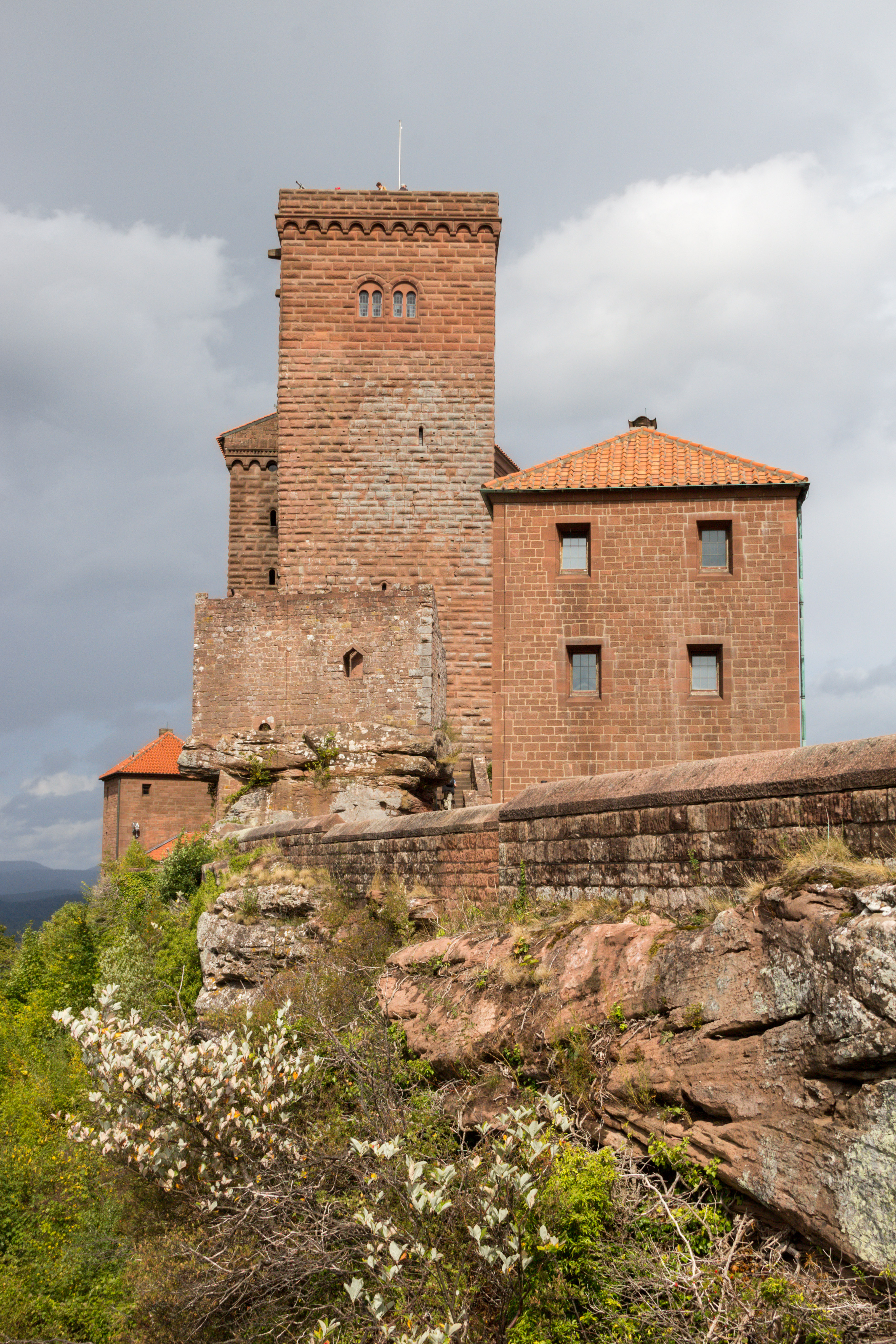
Trifels
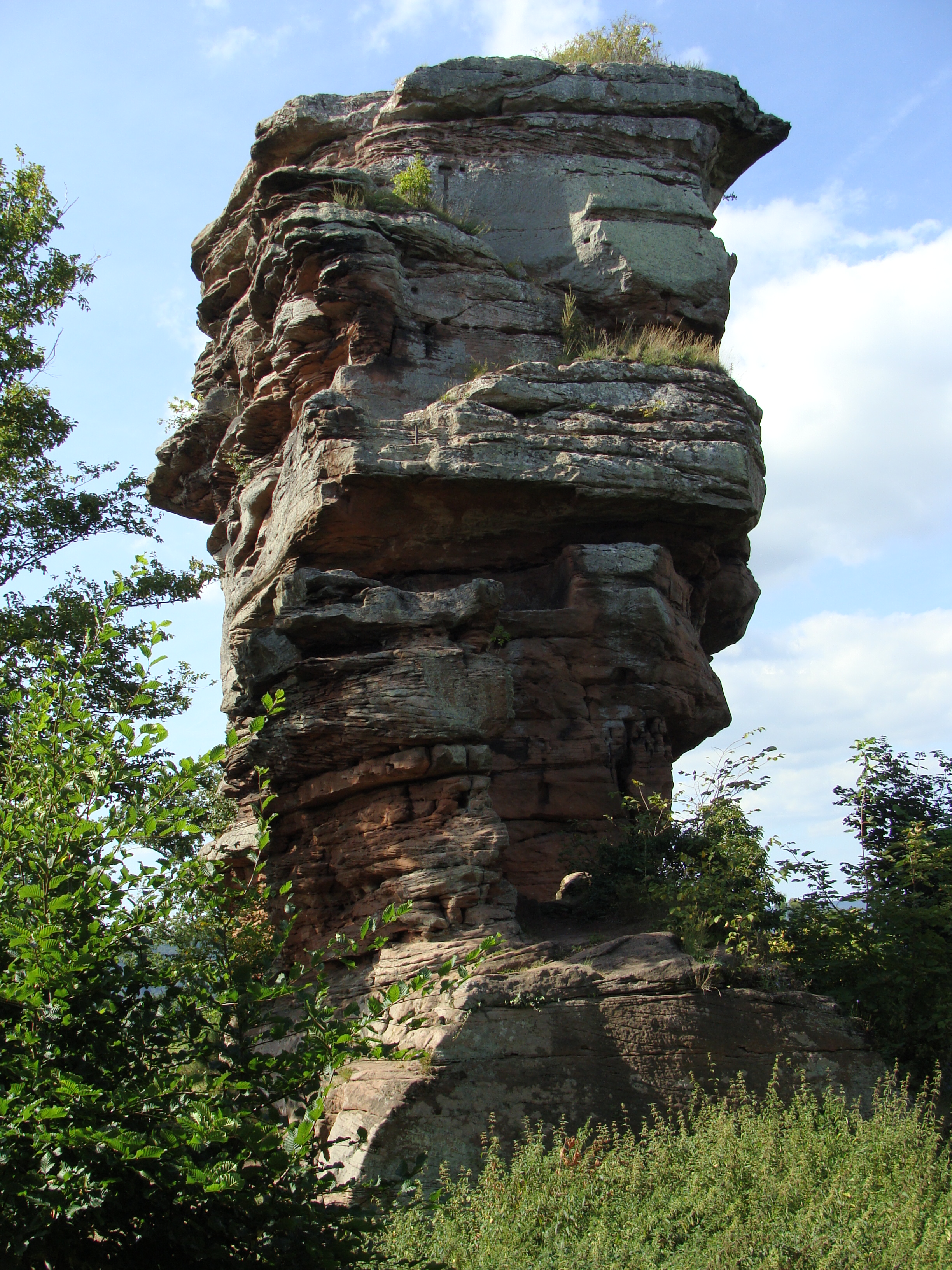
Anebos
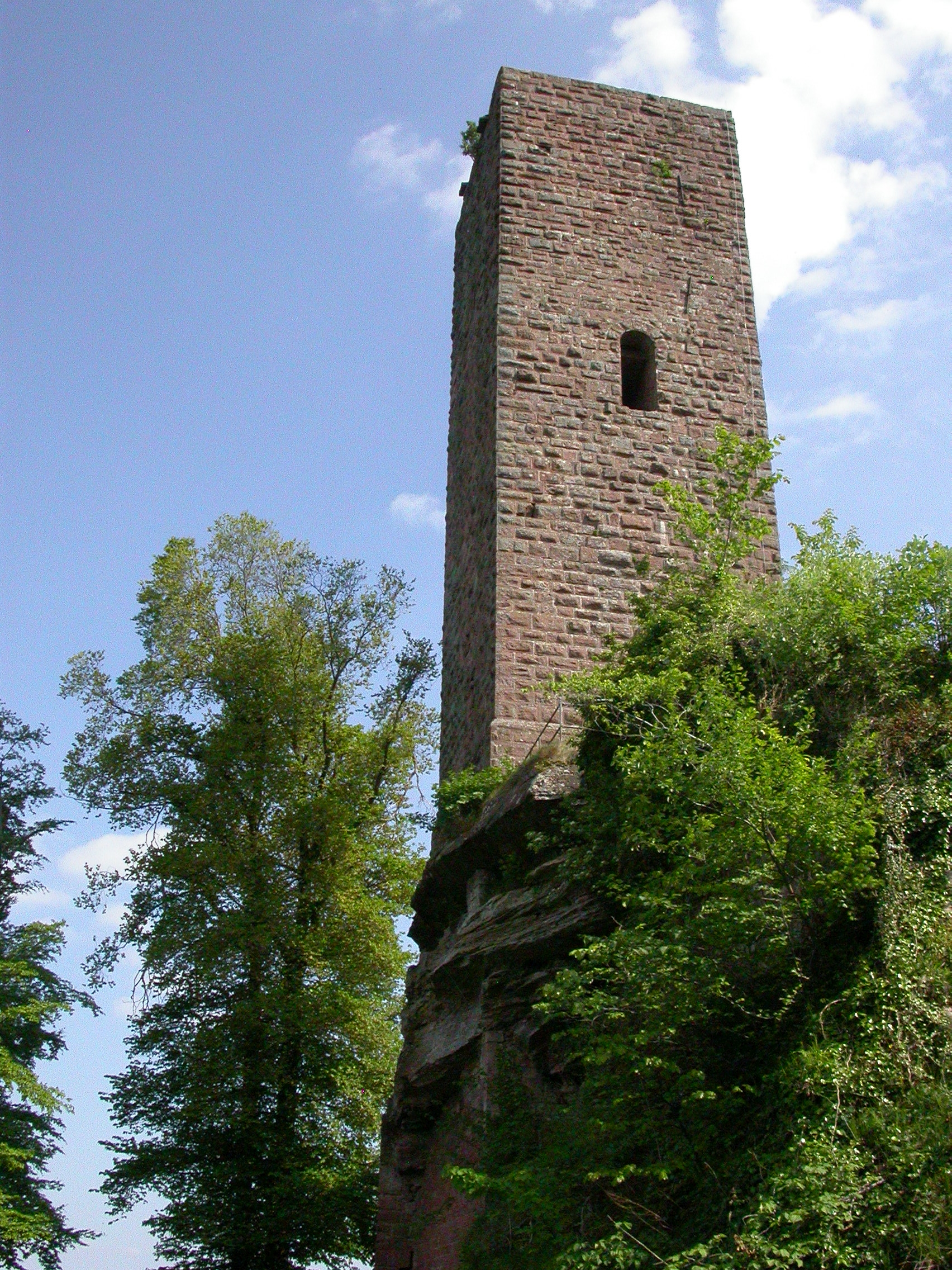
Scharfenberg

## Verkehr
Aus dem westlichen Wohnbereich von Annweiler führt die Kreisstraße 2 zunächst nach Süden, dann nach Osten und schließt am Ende in einer Schleife den Burgberg der Burgen Scharfenberg und Anebos ein. Auf den Schlossäckern, einem Bergsattel zwischen Scharfenberg und Sonnenberg, steht das Burghotel. Dort, auf 377 m Höhe, zweigt von der Kreisstraße eine Nebenstraße ab, die zum Trifels hinaufführt. Waldwege ermöglichen ebenfalls von der Kreisstraße aus den Zugang zu den beiden Burgruinen, den Burgställen Münzfels und Fensterfels sowie einigen Buntsandsteinfelsen, die Ziel von Sportkletterern sind.